# Breastwork monitor

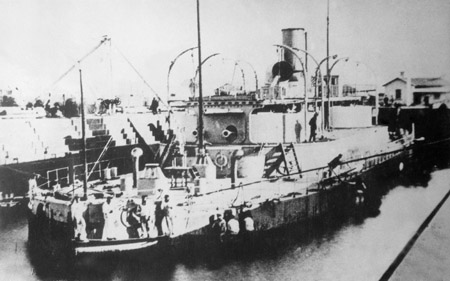
HMVS "Cerberus"

Breastwork monitor (dosłownie „monitor parapetowy”) – odmiana monitora zaprojektowana przez Edwarda Reeda, w latach 1863-1870 zbudowano szereg okrętów tej klasy.
Monitory parapetowe były rozwinięciem koncepcji monitorów i dzieliły z nimi większość cech konstrukcyjnych. Największą różnicą był obecny na nich, wzniesiony centralnie parapet, opancerzona podstawa na której umieszczano wieże pancerne, kominy i wszystkie inne elementy pokładowe. Takie rozwiązanie pozwalało monitorom parapetowym zachować bardzo niską wolną burtę i chroniło najważniejsze części okrętu przed falami zazwyczaj zalewającymi pokład normalnych monitorów.
Pierwszym monitorem parapetowym był HMVS „Cerberus”, zbudowany specjalnie dla kolonialnej marynarki wojennej Victorian Naval Forces. Był to także pierwszy angielski okręt z napędem całkowicie mechanicznym (nie korzystał z żagli).